# Sergio Camello
Sergio Camello Pérez, född 10 februari 2001 i Madrid, är en spansk fotbollsspelare.

## Karriär
Sergio Camello inledde sin seniorkarriär i Atlético Madrid år 2019. Efter att ha blivit utlånad till Rayo Vallecano år 2022 blev han kontrakterad av dem 2023. Han har representerat Spanien på flera ungdomsnivåer sedan 2017. Han blev olympisk guldmedaljör i fotboll vid olympiska sommarspelen 2024 i Paris efter att Spanien slagit Frankrike i finalen där Camello gjorde två mål i förlängningen.